# Marokkaanse keuken

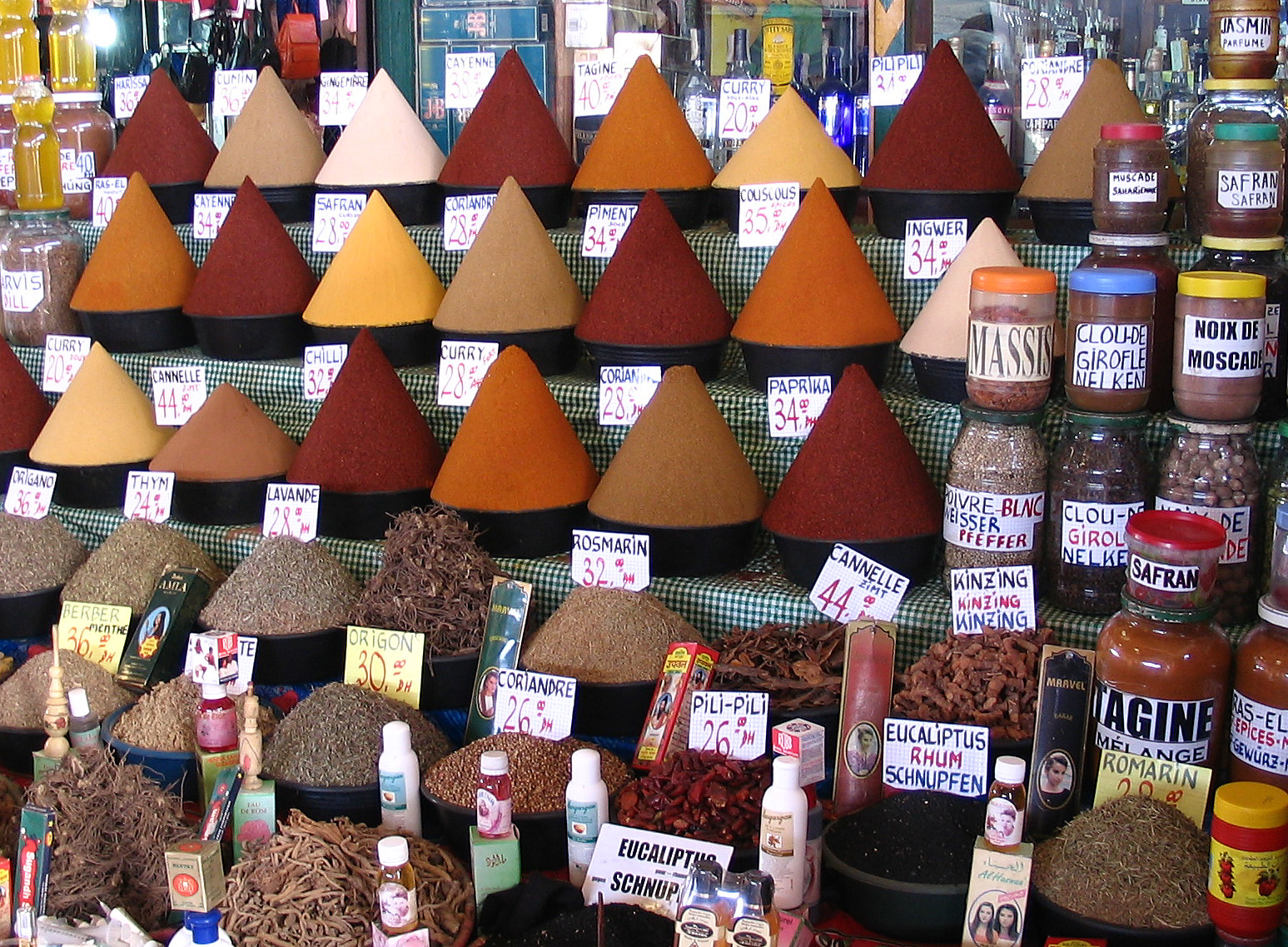
Kruiden uitgestald in een winkel in Agadir

De Marokkaanse keuken is sterk beïnvloed door de kooktradities van de Berbers, de Moren, de Arabieren, en Andalusië. Couscous is het basisvoedsel en veel maaltijden bestaan uit een tajineschotel.
Lam is de dominante vleessoort gevolgd door rund, konijn, kip en kalkoen. In de kustplaatsen speelt vis een grotere rol in de keuken.
Marokko is ook een wijnproducerend land. Dit is met name tijdens het protectoraat tot stand gekomen. De hoeveelheid geproduceerde wijn neemt al jaren af maar de kwaliteit neemt wel toe.

## Kruiden
De Marokkaanse keuken staat erom bekend gekruid te zijn. Meer nog dan die van andere Noord-Afrikaanse landen. Een bekend kruidenmengsel is Râs al Hânout. Dit is een mengsel van wel twintig kruiden en wordt vaak als de specialiteit van de betreffende winkel verkocht. Dit mengsel wordt vaak in de tajine gebruikt. Andere kruidenmengsels zijn Chermoula voor in de marinade en Harissa, een pepermengsel waar ook een saus van gemaakt wordt. Verder wordt er veel gember, saffraan, knoflook, koriander, komijn, kaneel en kurkuma gebruikt.
Andere typisch Marokkaanse ingrediënten zijn ingemaakte citroenen en olijfolie.

## Enkele bekende gerechten

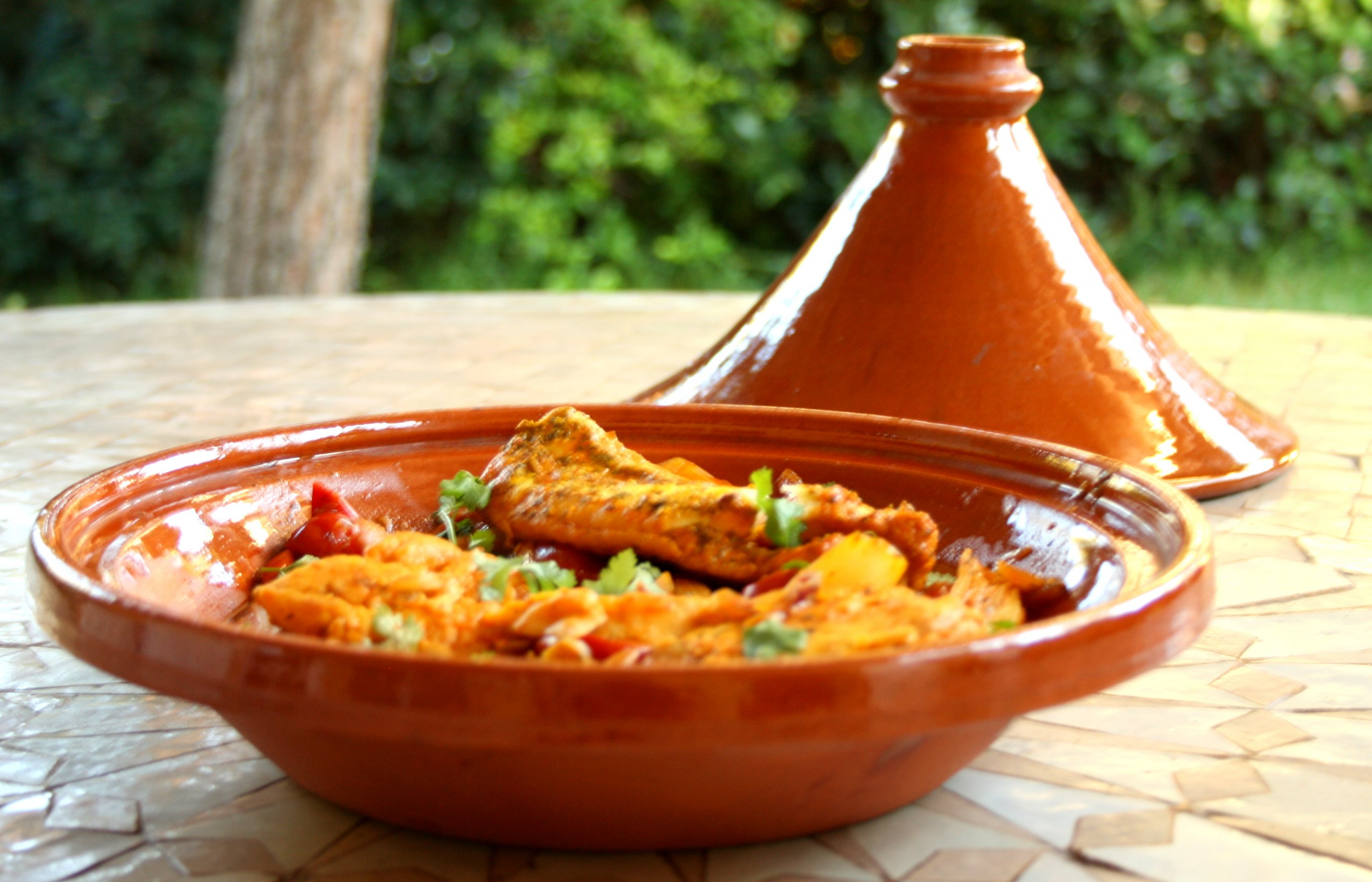
Tajineschotel

- Couscous wordt gezien als het nationale gerecht van Marokko. Het wordt gemaakt van gestoomde griesmeel, groenten en vlees of kip. Waarvan het vlees altijd onder de groente wordt verstopt. Boven de couscous worden dan ook gekarmeliseerde uitjes, rozijnen en kikkererwten geserveerd.
- De tajine is een stoofpot waar vlees- en visschotels in worden klaargemaakt.
- Harira is een maaltijdsoep. Deze wordt traditioneel tijdens de Ramadan na zonsondergang gegeten en verder tijdens de winter.
- Bastilla is een met kip of vis gevuld gebak. Er worden kruiden en vaak ook suiker, citroen en kaneel aan toegevoegd.
- Atay maghribi is een soort zoete muntthee die centraal staat in het sociale leven. De hoogte waarmee deze wordt ingeschonken vormt een indicatie van de mate waarin de gast in de gunst valt.
- Briouats zijn kleine driehoekige bladerdeeggebakjes gevuld met kip of vis.
- Chebakia is een zoete lekkernij die vaak wordt gegeten naast de harirasoep in de Ramadan.
- Msemmen/Rghayef is een soort van kruising tussen een brood en een pannenkoek waar soms honing bij wordt toegevoegd.
- Sellou, een zoet nagerecht.